# アサシン クリード リベレーション
『アサシン クリード リベレーション』（Assassin's Creed: Revelations）は2011年に、ユービーアイソフト・モントリオールが開発し、ユービーアイソフトが発売したステルスゲーム。アサシン クリードシリーズの第4作目であり、「エツィオ三部作」の3作目（完結編）である。プレーヤーは現代人の主人公デズモンド・マイルズとして、前作に引き続きエツィオ・アウディトーレの人生を追体験し、超古代文明の秘宝を巡るアサシン教団とテンプル騎士団の暗闘に関わる物語が展開される。今作の舞台はコンスタンティノープルといったオスマン帝国であり、今まで謎とされていたエツィオとアルタイルの血脈の関係が明らかになる。

## プロット
前作の後、昏睡状態のデズモンド・マイルズは、レベッカ・クレインによってニューヨークに移送される。デズモンドの父ウィリアム・マイルズの元で、デズモンドの精神の回復作業が進められる。アニムスのセーフモード内の領域で、意識を取り戻したマイルズは、それまでアムニス内に秘密の暗号を残してきた被験体16号こと、クレイ・カッツマレクの意識体と出会う。クレイは、度重なる流入現象によって今のマイルズの精神は先祖の記憶と融合しかけているために現実世界に戻れなくなっていると言い、戻るには完全にエツィオの生涯を追体験することで精神を分離しなければならないと教える。デズモンドはエツィオの残りの生涯にダイブする。
チェーザレ・ボルジアとの決着から数年後の1511年。エツィオは、アサシン教団について詳しく知ろうとし、父ジョヴァンニが残した書物から、伝説のアサシン、アルタイルが建造したという「アルタイルの書庫」を知り、当時の教団本部マシャフに向かう。現地にいたテンプル騎士団を退け、書庫の入り口を発見するも、入るには5つの鍵が必要であった。同じく鍵の行方を探している騎士団の情報から、エツィオは鍵があるというコンスタンティノープルに向かう。同地ではオスマン帝国のアサシン教団を束ねるユスフ・タジムや現地の学生スレイマンと親しくなり、新たな協力者を得る。また、その一人、ヴェネツィア人のソフィア・サルトルに想いを寄せる。こうしてエツィオは鍵を集めていく。
一方でオスマン帝国では、皇帝の次男アフメトと五男セリムが次期帝位を巡って争っている上に、コンスタンティノープルではビザンティン派のテンプル騎士団が強い影響力を持っていた。エツィオはユスフと共に妨害工作を行い、街に対するテンプル騎士団の影響力を弱める。また、スレイマンは何者かに暗殺されかかったところをエツィオに助けられ、そこでセリムの息子であることを明かす。そして彼は争いの背後にテンプル騎士団が暗躍しているとした上で、その調査を依頼する。カッパドキアに向かい、ビザンツ帝国の再興を目指して軍を起こし、テンプル騎士団の支援を受けたマヌエル・パレオロゴスを暗殺したエツィオは最後の鍵を手に入れる。そこにアフメトが現れ、鍵を要求する。アフメトこそが真の黒幕であり、テンプル騎士団の一員で「エデンの果実」を欲していた。エツィオは要求を拒否するが、アフメトはソフィアの身に迫る危険を仄めかす。
急いでコンスタンティノープルに戻ったエツィオであったが、ソフィアは誘拐され、護衛を任されていたユスフは殺されていた。エツィオは要求を飲み、アフメトに鍵を渡し、ソフィアを取り戻す。逃亡するアフメトを追いかけ、鍵を取り戻したところで、2人は皇帝となったセリムの軍隊に捕まる。アフメトはセリムに殺されるが、エツィオはスレイマンの取りなしで助命され、コンスタンティノープルからの追放処分で終わる。エツィオはソフィアを連れてマシャフへと向かう。
ここでアムニスが崩壊をし始める。デズモンドはデータ削除に巻き込まれるが、クレイが自らを犠牲にして助けられる。
再び視点はエツィオに戻り、集めた鍵で「アルタイルの書庫」に入る。「書庫」は「エデンの果実」を守る宝物庫であり、同時にそれを守るアルタイルの墓所でもあった。ここでエツィオは、デズモンドの存在に気づき、彼に語りかけるように、自分は未来にメッセージを伝える情報の担い手に過ぎず、これによって、デズモンドが自分の疑問に対する応えを見つけられたことを願うと告げる。同時にエツィオはアサシンを引退することを決意する。
ここでデズモンドは「古き者（かつて来たりし者）」のジュピターと交信する。ジュピターは、世界各地に「宝物庫」が存在し、世界を破滅から救うために、それぞれの宝物庫で、異なる解決策が研究されていたと教える。そして、それぞれの情報はある1つの「宝物庫」に情報が集約され、ジュピター、ミネルヴァ、ジュノーの役割はその分類にあるという。結局、大災害（業火）を防げず、かつての文明は滅んだが、次の大災害が迫っており、ジュピターは、これを回避するために情報を集約する「宝物庫」の場所をデズモンドに指し示す。
昏睡状態から目覚めたデズモンドは、周りにいたレベッカ、ショーン、ウィリアムに対し、「すべきことは分かっている」と告げてゲームは終わる。

### アルタイルの人生
本作では第1作目の後のアルタイルの人生の足跡の断片を辿れる。
第1作目の最後において師アル・ムアリムを殺害し、教団の長となったアルタイルは改革を試みる。ところが、かつての友人アッバス・ソフィアンの裏切りにあう。アルタイルと妻マリア・ソープがモンゴル軍の侵攻を防ぐために本拠地を空けた隙を突いて、ソフィアンは反乱を起こすと教団を支配し、アルタイルの次男セフを処刑する。アルタイルは報復しようとするがマリアの反対に遭い、彼女もまた殺される。そしてアルタイルは追放されてしまう。
20年後、帰参したアルタイルはアッバスを殺して、再び教団の指導者となる。そして「書庫」を作ると自分の記憶を鍵に託した。

## ゲームプレイ
弟子システムやキルストリークなど、前作までに登場した要素をほぼ引き継ぎ、さらに操作の変更や新システムの導入が行われている。

### 新たな要素
操作の変更
今作では武器が「メイン武器」と「サブ武器」に振り分けられ、メインが□、サブが△ボタンに割り当てられている。それに伴い△ボタンだったタカの眼はL3ボタンに変更された。
フックブレード
これまでのアサシンブレードにあたるが、フックがとり付けられている。それを使って二段ジャンプや飛びつきのリーチを伸ばす、コーナーヘルパーを利用しての大ジャンプ、屋根に張られたロープを滑走するなどのアクションができる。戦闘でも、ダッシュしながら敵を乗り越えつつ投げる「フックアンドスロー」、またはそのまま駆け抜ける「フックアンドスルー」といったことができる。
進化したタカの眼
タカの眼が単に敵味方の識別以外に、敵の巡回経路も見えるようになった。他にも目的の人物や品物を探し当てるという能力も付いた。
爆弾制作
作中の特定箇所で爆弾の製作ができる。爆弾には攻撃用の「殺傷」、足止めする「支援」、おびき出す「陽動」の3種類があり、それぞれ別のサブ武器に扱われる。爆弾の構造には、爆発の仕方に関わる「ケース」、効果範囲に関わる「火薬」、様々な効果を生む「特殊アイテム」の3つがあり、それらの組み合わせで様々な爆弾が作れる。
アジト防衛戦
テンプル騎士団の注目度が最大になると、アサシンのアジトが襲撃を受けることがある。襲撃箇所に着くとアジト防衛戦が発生し、これは通常とは大きく異なるリアルタイムストラテジーのようなものとなっている。

## 登場人物

### ルネサンス時代（1510年〜1513年）
エツィオ・アウディトーレ・ダ・フィレンツェ（Ezio Auditore da Firenze）
声：関智一
本作品の主人公で最強のアサシン。ローマでの戦いの後、父ジョヴァンニが探し求めていたアルタイルの書物庫の存在を知り、かつてのアサシン教団の本拠地マシャフの砦へと旅立つ。しかしテンプル騎士団の奇襲を受けた上に書物庫の扉は開けられなかった。書物庫を開けるには5つの鍵が必要であることがわかり、鍵についての手掛かりをつかむべくコンスタンティノープルへと潜入する。
52歳と戦士としては高齢になったが、アサシン特有のアクロバティックな動きや戦いの腕前は寧ろ益々磨きがかかっている。そして新しい武器である｢フックブレード｣と｢爆弾｣により最強のアサシンの力は頂点へ達する。

#### エツィオの協力者
ソフィア・サルトル（Sofia Sartor）
声：田中敦子
コンスタンティノープル生まれのヴェネツィア人。コンスタンティノープル市内で書店を経営しており、エツィオの鍵探しに協力する。
ユスフ・タジム（Yusuf Tazim）
声：竹田雅則
アナトリアのブルサ生まれで、10代からアサシンとして活動している。1500年頃からコンスタンティノープルのアサシン教団を取り仕切るマスターアサシンとなった。部下からの信頼も厚い、陽気だが実力は確かな男。
大導師エツィオに協力を仰ぐ代わりに彼にフックブレードと爆弾製造の技法を伝え、エツィオの鍵探しにも協力する。
スレイマン皇子（سليمان / Süleyman）
声：置鮎龍太郎
オスマン帝国第8代皇帝（スルタン）バヤズィト2世の五男であるセリム皇子の息子。聡明で部下からの信頼も篤い。エツィオとはコンスタンティノープル到着時の船で知り合い、後に良き協力者となる。
タリク・バーレディ（Tarik Barleti）
声：大川透
アルバニア出身でイェニチェリ軍団の隊長。デヴシルメ制度によって家族と引き離され、コンスタンティノープルで育つ。セリム皇子を崇拝し、アフメト皇子とは対立関係にある。
ピリ・レイス（پیری رئیس / Pîrî Reîs, Haci Ahmed Muhiddin Piri）

オスマン帝国海軍の元軍人で爆薬のスペシャリスト。アサシンの一員であり、エツィオの爆弾作りに協力する。

#### テンプル騎士団
アフメト皇子（Şehzade Ahmet）
声：てらそままさき
バヤズィト2世の次男。次期皇帝の最有力候補とされているが、武力派の弟のセリム皇子と比べて学識派で優柔不断な性格であるため、親衛隊であるイェニチェリからの信頼を得られていない。
マヌエル・パレオロゴス（Μανουήλ Παλαιολόγος / Manuel Palaiologos）

ビザンツ帝国最後の皇帝コンスタンティノス11世パレオロゴスの甥。テンプル騎士団と共謀してカッパドキアで叛乱軍を組織し、ビザンツ帝国（パレオロゴス王朝）再興を目論む。
レアンドロス
声：間宮康弘
テンプル騎士団長。奇襲によりエツィオを捕らえるも、脱走される。エツィオの手により暗殺。

### 十字軍時代（1189年〜1257年）
アルタイル・イブン・ラ・アハド（الطائر ابن لا أحد / Altaïr ibn-La'Ahad）
声：小西克幸
第1作『アサシン クリード』の主人公で伝説のアサシン。今作では24歳（1189年）から92歳（1257年）までの生涯が断片的に描かれており、第1作やスピンオフ作品の『アサシン クリード ブラッドライン』の前日・後日談が描かれている。
メインのエツィオパートでは、「エデンの果実」から得た英知が眠っているという「アルタイルの書物庫」の鍵を巡ってエツィオとテンプル騎士団が激突する。
アル・ムアリム（Al Mualim）
声：屋良有作
アサシン教団の長。かつてアルタイルにテンプル騎士団の関係者9人の暗殺を命じたが、自身も「果実」に魅入られて教団を裏切った(1作目本編)。
本作では魅入られる前のアル・ムアリムが登場、そして彼との決別が描かれる。
マリア・ソープ（Maria Thorpe）

アルタイルの妻。イングランド出身で、アルタイルとの間に長男ダリムと次男セフの二子をもうける。
アッバス・ソフィアン（Abbas Sofian）
声：山野井仁
アサシン教団の一員。父の死の真相を巡ってアルタイルに一族を侮辱されたと思いこみ、アルタイルに対して密かに憎しみを抱き「果実」を狙っている。

### 現代（2012年）
デズモンド・マイルズ（Desmond Miles）
声：東地宏樹
現代パートの主人公。アルタイルやエツィオの子孫で、2000万人に1人の特別な遺伝子を持つ選ばれし存在。前作終盤より昏睡状態に陥っており、深層意識のみがアニムスの島に飛ばされる。
エツィオパートで「アニムスデータの断片」を集めることにより、生い立ちからアブスターゴ社に拉致されるまでのデズモンドの過去が明らかになる「追憶の旅」がプレイ可能になる。これは、本作とは異なる主観視点の3Dアクションパズルといったものとなっている。
被験体16号（Subject 16）
声：浅沼晋太郎
本名はクレイ・カズマレク（Clay Kaczmarek）。デズモンドの前のアニムス被験者で、デズモンドと同じくエツィオの子孫。肉体は死んでいるが、意識のみがアニムスの島に残った状態。
本編の「追憶の旅」がデズモンドの過去を知る内容であったのに対して、ダウンロードコンテンツ『失われた記録』では被験体16号の過去と、その実験に関わった人々の真実を知ることが出来る。
ショーン・ヘイスティングス（Shaun Hastings）
声：飛田展男
現代でデズモンドをサポートするエンジニア。選ばれし存在として特別扱いされるデズモンドに疑念を抱く。
レベッカ・クレイン（Rebecca Crane）
声：渡辺明乃
現代でデズモンドをサポートするエンジニア。イタリアを発つジェット機をチャーターする。
ウィリアム・マイルズ（William Miles）
声：石塚運昇
デズモンドの父。デズモンドの移送に協力する。
ウォーレン・ヴィディック（Warren Vidic）
声 - 多田野曜平
アブスターゴ社の研究員。エデンの果実を探すために前作でデズモンドを利用していた。